# Panzergrenadier-Division Kurmark
Die Panzergrenadier-Division Kurmark war ein halbgepanzerter Verband der deutschen Wehrmacht im Zweiten Weltkrieg. Sie wurde im März 1945 aufgestellt, um die sowjetische Offensive auf die Reichshauptstadt Berlin zu stoppen. Die Division wurde nach der Region Kurmark in Brandenburg benannt. Gleichwohl kam es ab Mitte April bis Anfang Mai 1945 zur Schlacht um Berlin.

## Divisionsgeschichte

### Aufstellung
Die Division wurde in Frankfurt an der Oder mit Befehl vom 31. Januar 1945 aus der Kampfgruppe Langkeit und Teilen Ersatz-Panzergrenadier-Brigade Großdeutschland aufgestellt. Sie war nicht mehr als eine komplett unterbesetzte Einheit, die ins Gefecht geworfen wurde, um den sowjetischen Vorstoß ins deutsche Kernland zumindest temporär aufzuhalten. Die Stärke der Division überstieg nie mehr als 4.350 Mann.

### Gefechtseinsätze
Die Division war als Teil der 9. Armee der Heeresgruppe Weichsel unterstellt und wurde erstmals Anfang Februar bei Frankfurt an der Oder eingesetzt.
Ende März wurde die mittlerweile stark angeschlagene Division aus der Front herausgelöst und anschließend mit Teilen anderer Einheiten aufgefüllt.
Mitte April erfolgte der weitere Fronteinsatz für die Division. Sie wurde neben anderen Einheiten der Wehrmacht und der Waffen-SS der 9. Armee südöstlich von Berlin im Kessel von Halbe eingeschlossen. Reste der Panzergrenadier-Division Kurmark schafften es, nach Jerichow an der Elbe auszubrechen, wo sie im Mai 1945 gegenüber den amerikanischen Truppen kapitulierten.

## Gliederung im April 1945
- Panzer-Regiment Kurmark
- Panzergrenadier-Regiment Kurmark
- Panzer-Füsilier-Regiment Kurmark (ehemaliges Grenadier-Regiment 1235)
- Panzer-Artillerie-Regiment Kurmark
- Panzer-Aufklärungs-Abteilung Kurmark
- Panzer-Pionier-Bataillon Kurmark
- Panzer-Nachrichten-Abteilung Kurmark
- Versorgungstruppen Panzergrenadier-Division Kurmark

## Kommandeure
Generalmajor Willy Langkeit (1907–1969) kommandierte die Division von der Aufstellung bis zur Kapitulation 1945.